# Samoro (Aituto)
Samoro ist eine osttimoresische Siedlung im Suco Aituto (Verwaltungsamt Maubisse, Gemeinde Ainaro).

## Geographie und Einrichtungen
Das Dorf Samoro liegt im Südosten der Aldeia Lebututo, auf einer Meereshöhe von 1467 m an einer kleinen Straße, die es mit dem Dorf Lebututo im Nordwesten und dem südlichen Nachbarort Kolohunu (Aldeia Aihou) verbindet. Nordöstlich befindet sich das Dorf Hato-Buti (Aldeia Hato-Buti).
In Samoro steht die gleichnamige Grundschule.